# František Svoboda (politik KSČ)
František Svoboda byl český a československý politik Komunistické strany Československa a poválečný poslanec Ústavodárného Národního shromáždění a Národního shromáždění ČSR.

## Biografie
Roku 1948 se uvádí bytem Slaný.
V parlamentních volbách v roce 1946 byl zvolen poslancem Ústavodárného Národního shromáždění za KSČ. Setrval zde do konce funkčního období, tedy do voleb do Národního shromáždění roku 1948, v nichž byl zvolen do Národního shromáždění za KSČ ve volebním kraji Kladno. V parlamentu zasedal až do konce funkčního období, tedy do voleb v roce 1954.